# 鮑拉日·索科洛伊
鮑拉日·索科洛伊（匈牙利語：Balázs Szokolay，1961年7月2日—），匈牙利古典鋼琴家。
索科洛伊出生於布達佩斯。父親為匈牙利作曲家Sándor Szokolay。在1983年塞爾維亞貝爾格勒一場音樂會中，於最後一刻上場取代尼基塔·马加洛夫演奏布拉姆斯的第一钢琴协奏曲，因而首次在國際間嶄露頭角。此後四年升任為李斯特音樂學院教授。在職業生涯中獲得14次大獎，如茨维考市罗伯特·舒曼奖、利茲鋼琴大賽、布魯塞爾伊莉莎白大賽、 ARD慕尼黑國際音樂大賽、特爾尼Alessandro Casagrande、蒙札Rina Sala Gallo等。2001年由匈牙利政府授與李斯特獎。

## 外部連結
- 官方网站
- Chopin Foundation of the United States （页面存档备份，存于）